# 臺北小菲律賓區
臺北小菲律賓區（英語：ChungShan），又稱菲律賓街，簡稱小菲律賓區，是一個位在臺灣臺北市中山北路三段、介於民族東路、德惠街、農安街間的街區及商圈，該街區為臺北都會區眾多菲律賓籍移工與移民的主要假日聚集地。當地的信仰中心為聖多福天主堂，是臺北都會區少數外語（中文非主要語言）的天主教會堂區。「金萬萬名店城」大樓為各式服務與商品的主要聚集地之一。當地有豐富多樣的菲律賓式餐飲選擇。

## 歷史
1950、1960年代因應國際情勢，所以部分美軍駐紮於台灣，為了滿足駐台美軍的宗教需求，在1957年於臺北市中山北路三段興建了聖多福天主堂，也是臺北市唯一以英語為主要語言的天主教會堂區。當1992年開放外籍移工後，逐漸吸引了菲律賓教徒參加彌撒聚會，也進而請來菲律賓籍神父提供他加祿語彌撒聚會，於是該地區成了菲律賓移工的聚集地。

## 外部連結

### 影片報導
- 幸福新民報第3季-第5集 台北小菲律賓 HD - YouTube
- 鏡食旅》隱身在城市裡的縫隙　台北小菲律賓（1）天主堂與超市  - YouTube